# Sciaphila consimilis
Sciaphila consimilis är en enhjärtbladig växtart som beskrevs av Carl Ludwig von Blume. Sciaphila consimilis ingår i släktet Sciaphila och familjen Triuridaceae. Inga underarter finns listade.